# Подгора (Стража)
Подгора (словен. Podgora) је насељено место у општини Стража, регија Југоисточна Словенија, Словенија.

## Историја
До територијалне реорганизације у Словенији била је у саставу старе општине Ново Место.

## Становништво
У попису становништва из 2011. године, Подгора је имала 183 становника.
| Број становника према пописима | Број становника према пописима | Број становника према пописима |
| ------------------------------ | ------------------------------ | ------------------------------ |
| 1991                           | 2002                           | 2011                           |
| 167                            | 173                            | 183                            |

Напомена: Године 2001. извршене су мање размене територија између насеља Подгора и Пречна (Ново Место), и Подгора и Сухор (Ново Место).